# Мец, Адам
Адам Мец (нем. Adam Mez; 8 апреля 1869, Фрейбург, Великое герцогство Баденское — декабрь 1917) — известный швейцарский востоковед, арабист, профессор кафедры восточных языков в Базельском университете.

## Биография
Христиан Адам Мец родился 8 апреля 1869 года в маленьком немецком городе Фрейбурге (Freiburg im Breisgau) в герцогстве Баденском. Первоначальной сферой его интересов была юриспруденция, затем богословие. После знакомства с выдающимся немецким ориенталистом Теодором Нёльдеке и путешествия по Востоку увлёкся восточными языками. Изучал семитологию, затем сделал окончательный выбор в пользу исследования средневекового арабского Востока.
В конце XIX века Адам Мец вошёл в кружок молодых ученых, группировавшихся вокруг Дюмлера, последователя Буркхардта. Взгляды Дюмлера повлияли на Меца, посвятившего многие годы исследованию «мусульманского Ренессанса». Отмечается, что в своей работе Мец следовал методу «школы Ранке».
По воспоминаниям Якоба Ваккернагеля, Мец отличался высокой одарённостью и был талантливым педагогом. Однако, по словам Ваккернагеля, Мец «был хорошо известен в своем городе, но за его пределы имя А. Меца не выходило, а объяснялось это тем, что за 25 лет своей научной деятельности он опубликовал очень мало работ».
«Мусульманский Ренессанс» — последняя работа А. Меца, которой он отдал всю жизнь и которая принесла ему широкую известность
Мец умер в декабре 1917 года, не закончив свою работу. Книга Меца увидела свет в 1922 году.

## Оценка деятельности Меца
Первая рецензия на книгу Меца опубликована через год после её выхода в свет. К. Беккер давая высокую оценку самой личности Меца, отмечал, что его труд «всегда будет кладезем знаний и без неё не сможет обойтись ни одно исследование по вопросам культуры эпохи халифов».
В 1925 году выходит Р. Гартмана, где он называет книгу А. Меца «образцом аналитического метода в исторической науке», отмечая «самоотверженную объективную деятельность» историка, полностью соответствующую взглядам «школы Ранке». Неопубликованная рецензия академика И. Ю. Крачковского на испанский перевод книги А. Меца. Отмечая, что монография Меца хорошо известна специалистам, Крачковский считает, что в полной мере этот труд не оценен и намечает пути, по которым должна идти разработка темы, поднятая Мецем.
Для академика В. В. Бартольда книга Меца стала толчком для самостоятельного исследования. Оценивая несомненные заслуги Меца, Бартольд в своей работе показал, как надо пользоваться книгой Меца. Смысл его пояснений сводился к тому, что Бартольд продемонстрировал, как надо анализировать данные, собранные Мецем, и дополнять их источниками, которыми учёный по разным причинам не мог воспользоваться. Бартольд предвидел, что труд Меца даст толчок новым исследованиям вопросов, поднятых в работе учёного.

## Работы

### На немецком
- Geschichte der Stadt Ḥarrān in Mesopotamien bis zum Einfall der Araber (нем.). — 1892. — 66 S.
- Die Bibel des Josephus: untersucht für Buch V-VII der Archäologie (нем.). — Bâle: In Kommission bei Jaeger & Kober, 1895. — 84 S. — (ATLA monograph preservation program). — ISBN 978-0-790-53150-2.
- Die Renaissance des Islams (нем.). — Heidelberg: C. Winter, 1922. — 492 S.

### На русском
- Мец А. Мусульманский Ренессанс = A. Mez. Die Renaissance des Islâms / Пер. с нем., предисл. Д. Е. Бертельса. — М.: Наука, 1966. — 458 с.
- Мец А. Мусульманский Ренессанс = A. Mez. Die Renaissance des Islâms / Пер. с нем., предисл., библиогр. и указатель Д. Е. Бертельса. Отв. ред. В. И. Беляев. — 2-е изд. — М.: Главная редакция восточной литературы издательства «Наука». Гл. ред. вост. лит., 1973. — 473 с.
- Мец А. Мусульманский Ренессанс / Пер. с нем., предисл., библиогр. и указ. Д. Е. Бертельса. — М.: ВиМ, 1996. — 538 с. — 5000 экз. — ISBN 5-87839-004-3.